# Корецький цукровий завод
Корецький цукровий завод — підприємство харчової промисловості в місті Корець Рівненської області.

## Історія
Цукровий завод у місті Корець Рівненського повіту Волинської губернії побудований у 1898 році знаним фахівцем у галузі цукроваріння, графом Юзефом Миколайом Потоцьким . Початковий статутний капітал підприємства 2 542 563 рублі. У 1906 році на підприємстві працювало 437 осіб. У часи Першої світової війни та Української революції не зважаючи на бойові дії практично не зупинявся і працював. Виключення лише сезон 1914-15 рр.
З 1920 року Корець у складі Волинського воєводства, Польської Республіки. До 1939 року цукрозавод належав сину Юзефа Потоцького — Роману Антонію Потоцькому. Також він один із співакціонерів Бабинського цукрового заводу. Поміж п'яти існуючих заводів на Волині — корецький один з найпотужніших. На сезон 1924-25 рр., було задекларовано 410 робітників. Для прикладу на Бабинському — 250, Шпанівському — 270, Житинському — 210. У 1936 році повністю модернізований сучасним обладнанням. На цей час у розпорядження цукрозаводу понад 100 га землі. Романом Потоцьким було налагоджено експорт продукції до країн західної Європи.
З вересня 1939 року завод було націоналізовано радянською владою. У 1940 році переробна потужність заводу складала 3 тис. центнерів буряків на добу. З початком Німецько-радянської війни, у червні 1941 року відступаючими частинами Червоної Армії було знищено частину обладнання цукрозаводу.
З липня 1941 року завод під контролем Управи Волинських Цукроварень у Рівному, що підпорядковувалася німецькій владі. Пошкодження на заводі були відновлені і на сезон 1942-43 він запрацював. Після відступу військ Вермахту частину обладнання знищено.
З січня 1944 року знову у підпорядкуванні радянської влади. У 1950 році переробна потужність заводу складала 6 тис. центнерів буряків на добу.
До початку 1970-х років виробничі процеси на заводі були механізовані і автоматизовані.
В цілому, в радянський час цукровий завод входив у число провідних підприємств міста.
У липні 1995 року Кабінет Міністрів України затвердив рішення про приватизацію цукрового комбінату. Надалі, державне підприємство перетворено у відкрите акціонерне товариство.
У червні 2000 року порушено справу про банкрутство цукрового заводу. Пізніше становище стабілізувалося і він продовжив роботу як дочірнє підприємство «Корецький цукровий завод» компанії АТЗТ «Фаворит».
Економічна криза, що розпочалася у 2008 році, та скорочення обсягів вирощування цукрових буряків на території області ускладнили становище підприємства, завод був закритий і припинив існування.